# 德罕 (阿肯色州)
德罕（英語：Durham）是位於美國阿肯色州華盛頓縣的一個非建制地區。該地的面積和人口皆未知。

## 地理
德罕的座標為35°56′58″N 93°58′50″W / 35.94944°N 93.98056°W，而該地的平均海拔高度為380米（即1247英尺）。